# Creuer auxiliar

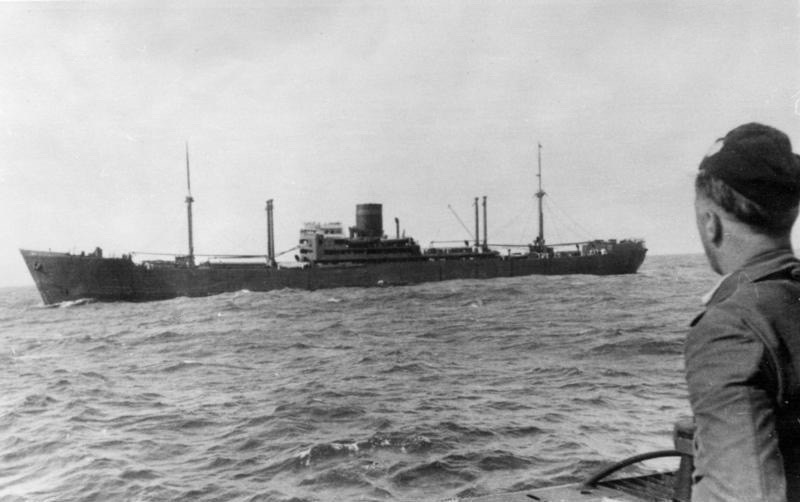
Creuer auxiliar alemany de HKS Kormoran durant la Segona Guerra Mundial.

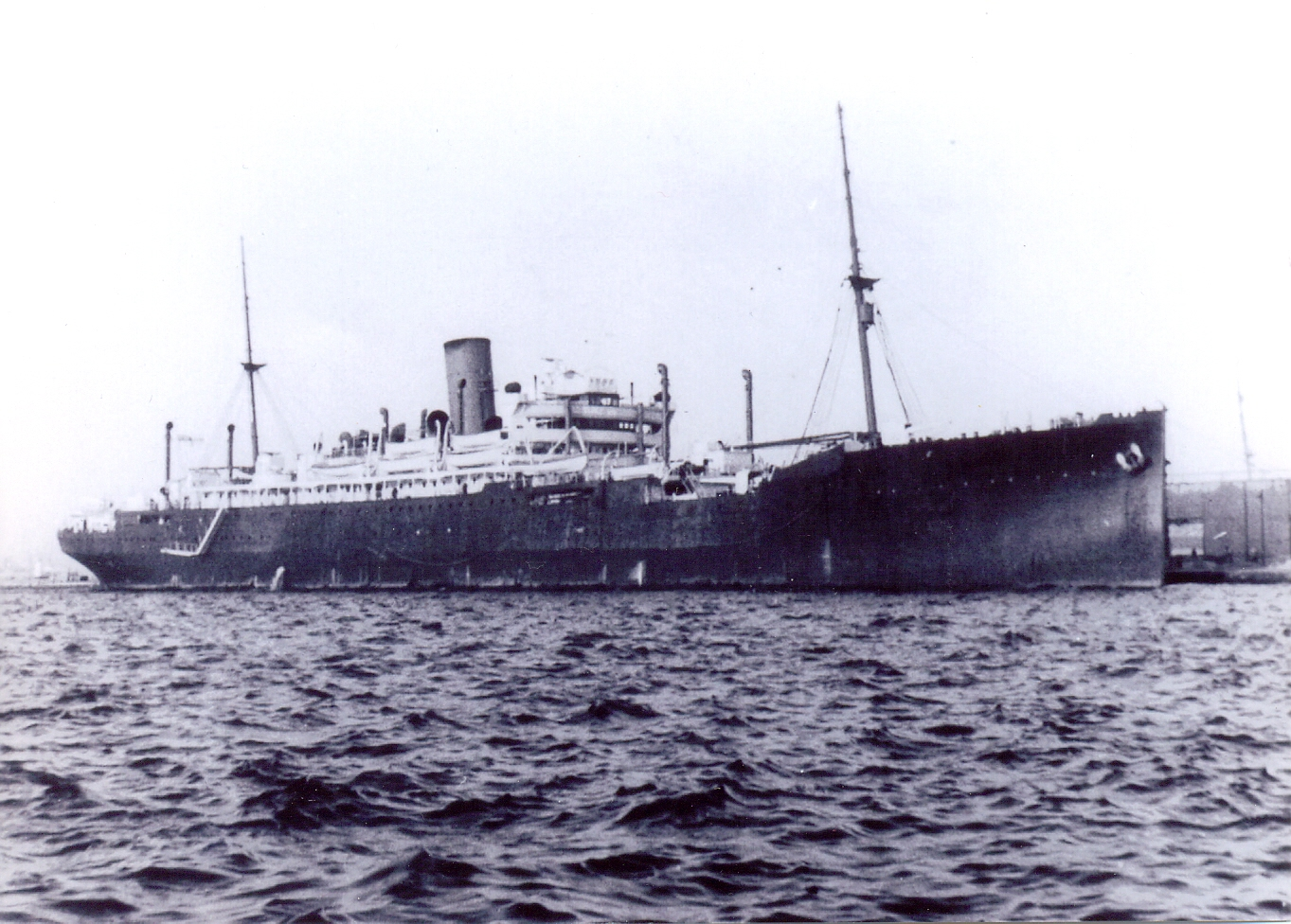
Creuer auxiliar britànic HMS Jervis Bay, originalment un transatlàntic, va ser enfonsat el 1940 pels alemanys.

Un creuer auxiliar és un vaixell mercant armat i modificat en temps de guerra per atacar específicament al comerç marítim de l'enemic. Van ser utilitzats àmpliament durant la Primera i Segona Guerra Mundial, especialment per Alemanya. El seu armament principal solia consistir en canons, torpedes i mines.
El seu objectiu era atacar els mercants enemics per tal de dificultar l'abastiment dels països rivals i forçar aquest a desviar recursos bèl·lics (primordialment vaixells de guerra) per a funcions d'escorta. Per altra banda podien passar desapercebuts, camuflats com a mercants de països neutrals o aliats (això s'anomena operació de falsa ensenya). Aquests mercants també tenien l'avantatge de disposar d'una gran autonomia i capacitat de càrrega, això els permetia realitzar llargs creuers de combat.